# Santé dans le Bas-Saint-Laurent
Cet article concerne la santé dans le Bas-Saint-Laurent, une région administrative du Québec.

## Établissements

### Hôpitaux

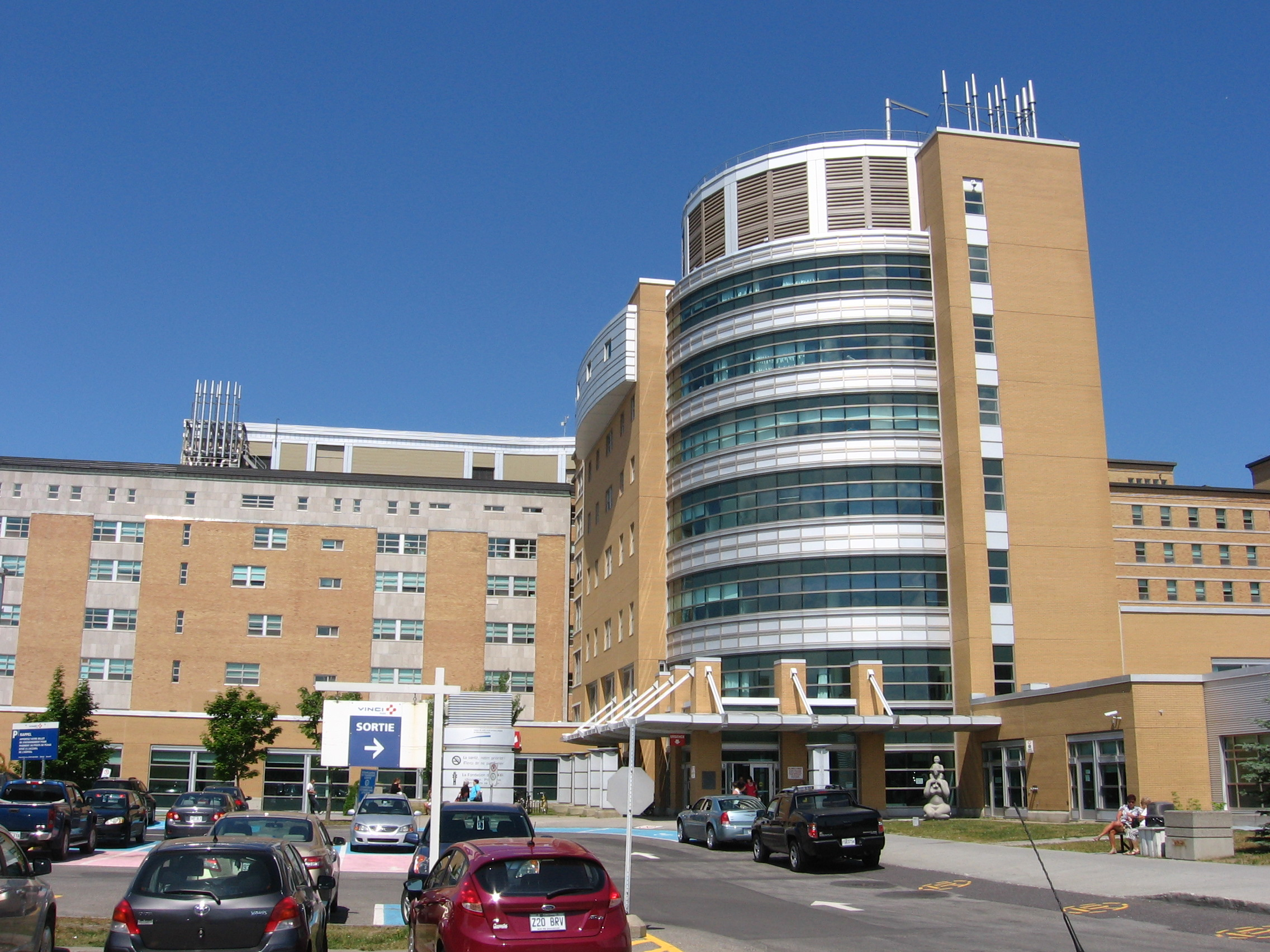
Hôpital régional de Rimouski.

Le Bas-Saint-Laurent compte 8 hôpitaux, chacun situé dans l'une des 8 municipalités régionales de comté de son territoire.
- La Mitis : Centre hospitalier de La Mitis
- La Matapédia : Hôpital d'Amqui
- La Matanie : Hôpital de Matane
- Les Basques : Centre hospitalier Trois-Pistoles
- Kamouraska : Hôpital Notre-Dame-de-Fatima
- Témiscouata : Hôpital de Notre-Dame-du-Lac
- Rimouski-Neigette : Hôpital régional de Rimouski
- Rivière-du-Loup : Centre hospitalier régional du Grand-Portage

### CLSC
On retrouve des centres locaux de services communautaires (CLSC) dans les localités suivantes :
- Amqui
- Baie-des-Sables
- Cabano
- Causapscal
- Dégelis
- L’Isle-Verte
- La Pocatière
- Lac-des-Aigles
- Les Hauteurs
- Les Méchins
- Matane
- Mont-Joli
- Notre-Dame-des-Sept-Douleurs
- Pohénégamook
- Rimouski
- Rivière-Bleue
- Rivière-du-Loup
- Saint-Clément
- Saint-Cyprien
- Saint-Épiphane
- Saint-Fabien
- Saint-Jean-de-Dieu
- Saint-Marcellin
- Saint-Moïse
- Saint-Narcisse
- Saint-Pascal
- Sayabec
- Trois-Pistoles

## Administration

### Organisation
La région est desservie par le Centre intégré de santé et de services sociaux du Bas-Saint-Laurent.

### Présidence-direction générale
- Depuis le 1er avril 2015 : Isabelle Malo[1]

### Direction de santé publique
Le directeur de la santé publique du Bas-Saint-Laurent a le rôle d'informer la population sur différentes situations concernant l'état de santé (mode de vie sain, inégalités sociales de santé, etc) et d'instaurer des consignes pour protéger la santé publique (épidémie, grippe).
- 1993 - 2013 : Robert Maguire[2]
- Depuis 2013 : Sylvain Leduc[3]